# Saint-Pierre-du-Bosguérard
Saint-Pierre-du-Bosguérard är en kommun i departementet Eure i regionen Normandie i norra Frankrike. Kommunen ligger i kantonen Amfreville-la-Campagne som tillhör arrondissementet Bernay. År 2022 hade Saint-Pierre-du-Bosguérard 962 invånare.

## Befolkningsutveckling
Antalet invånare i kommunen Saint-Pierre-du-Bosguérard
Referens:INSEE